# Sonny Chiba
Shinichi Chiba (千葉 真一, Fukuoka, 23 de juliol de 1939 - Kimitsu, 19 d'agost de 2021), més conegut com a Sonny Chiba, fou un actor japonès. Chiba va ser un dels primers actors del cinema d'arts marcials a assolir fama, primer al Japó i més tard internacionalment. Una de les seves últimes actuacions va ser a Kill Bill Vol.1, interpretant a Hattori Hanzo.

## Filmografia
- Invasion of the Neptune Men (1961)
- Wandering Detective: Tragedy in Red Valley (1961)
- Wandering Detective: Black Wind in the Harbor (1961)
- Ogon Bat The Golden Bat (1966)
- Yakuza deka (1970)
- Bodyguard Kiba (1973)
- The Street Fighter (1974)
- Return of The Street Fighter (1974)
- The Executioner (1974) sebagai Ryuuichi Koga
- Sister Street Fighter (1974)
- The Street Fighter's Last Revenge (1974)
- Bullet Train (1975)
- Champion of Death (a.k.a. Karate Bull Fighter) (1975) sebagai Masutatsu Oyama
- Karate Bearfighter (1975) sebagai Masutatsu Oyama
- The Killing Machine (1975)
- Karate Kiba (a.k.a. The Bodyguard) (1976)
- Karate Warriors (1976) - sebagai Shuuhei Sakata
- The Assassin (1977)
- Hokuriku Proxy War (1977)
- Doberman Cop (1977)
- Golgo 13 (1977) - sebagai Duke Togo
- Karate For Life (1977) sebagai Masutatsu Oyama
- The Fall of Ako Castle (1978)
- G.I. Samurai (1978)
- Message from Space (1978)
- Shogun's Samurai (aka Yagyu Clan Conspiracy) (1978) sebagai Yagyuu Juubei Mitsuyoshi
- Shadow Warriors (1980) sebagai Hattori Hanzo III
- Virus (1980)
- Shogun's Ninja (1980)
- Samurai Reincarnation (1981) sebagai Yagyuu Juubei Mitsuyoshi
- Bushido Blade (1982)
- Ninja Wars (1982)
- Fall Guy (1982)
- Legend of the Eight Samurai / Satomi Hakkenden (1983)
- Sure-Fire Death 4: We Will Avenge You (1987)
- Shogun's Shadow (1989)
- The Triple Cross (1992)
- Aces: Iron Eagle III (1992) sebagai Horikoshi
- Immortal Combat (1994)
- The Storm Riders (1998)
- Deadly Outlaw: Rekka (2002)
- Battle Royale II: Requiem (2003)
- Kill Bill Volume 1 (2003) sebagai Hattori Hanzo
- Survive Style 5+ (2004)
- The Fast and the Furious: Tokyo Drift (2006)
- Oyaji (2007)
- Legend of Seven Monks (2007)